# Tobin
Tobin és una concentració de població designada pel cens dels Estats Units a l'estat de Califòrnia. Segons el cens del 2000 tenia 11 habitants.

## Demografia
Segons el cens del 2000, Tobin tenia 11 habitants. La densitat de població era de 0,8 habitants/km².
Dels 8 habitatges en un 12,5% hi vivien nens de menys de 18 anys, en un 12,5% hi vivien parelles casades, en un 0% dones solteres, i en un 87,5% no eren unitats familiars. En el 87,5% dels habitatges hi vivien persones soles el 25% de les quals corresponia a persones de 65 anys o més que vivien soles. El nombre mitjà de persones vivint en cada habitatge era d'1,38 i el nombre mitjà de persones que vivien en cada família era de 4.
Per edats la població es repartia de la següent manera: un 18,2% tenia menys de 18 anys, un 0% entre 18 i 24, un 18,2% entre 25 i 44, un 45,5% de 45 a 60 i un 18,2% 65 anys o més.
L'edat mediana era de 50 anys. Per cada 100 dones de 18 o més anys hi havia 350 homes.
La renda mediana per habitatge era d'11.250 $ i la renda mediana per família d'11.250 $. Els homes tenien una renda mediana de 0 $ mentre que les dones 0 $. La renda per capita de la població era de 2.584 $. Entorn del 100% de les famílies i el 100% de la població estaven per davall del llindar de pobresa.

## Poblacions més properes
El següent diagrama mostra les poblacions més properes.